# ليندسي سكوت (لاعب كرة قدم أمريكية)
ليندسي سكوت (بالإنجليزية: Lindsay Scott)‏ هو لاعب كرة قدم أمريكية أمريكي، ولد في 6 ديسمبر 1960 في جيسوب في الولايات المتحدة.

## وصلات خارجية
- ليندسي سكوت على موقع مرجع كرة القدم المحترفة.كوم (الإنجليزية)